# Fernando Pérez de Traba
Fernando Pérez de Traba (c. 1100-Santiago de Compostela, 1 de noviembre de 1155),  fue un noble de Galicia, conde y tenente en Traba y en Trastámara, residió durante un tiempo en el Condado Portucalense. Era hijo de Pedro Froilaz conde de Traba, de la estirpe entonces más poderosa del Reino de Galicia, la Casa de Traba, y la condesa Urraca Froilaz. Fue tenente en Aranga, Monterroso, Valle del Dubra, Ventosa, Viones, y la mitad de Loño, además de otras mandaciones. Tuvo varios hermanos, entre ellos, Bermudo Pérez. 

## Levantamiento galaico-portugués
En 1116 participó en la revuelta galaico-portuguesa contra la reina Urraca, liderada por su padre Pedro Froilaz en alianza con Teresa, condesa regente de Portugal y media hermana de la reina Urraca. Este levantamiento pretendía defender los derechos del coronado como rey en Galicia, Alfonso Raimúndez, el futuro Alfonso VII, así como garantizar la autonomía de Galicia (incluyendo el condado portucalense) frente a la reina de León. Los triunfos de Villasobroso y Lanhoso sellaron la alianza entre los Traba y la condesa regente Teresa. Fernando Pérez de Traba pasó entonces a gobernar Oporto y Coímbra y a firmar con Teresa importantes disposiciones y documentos en el condado de Portugal, abandonando a su legítima esposa y viviendo en adulterio con Teresa.

## Adelantado de Alfonso VII
A la muerte de Urraca, se erigió en uno de los baluartes del rey Alfonso VII en el reino de Galicia. Tanto fue así que se le confió la importante tarea de ser preceptor de su hijo, el futuro rey de León Fernando II. La Crónica Latina de Castilla considera que su influencia fue determinante para que en el testamento de Alfonso VII Galicia y León se separasen de Castilla y Toledo.

## Derrota en Portugal
Teresa ejerció la regencia durante la minoría de edad de Afonso Henríquez, el hijo que Teresa había tenido con Enrique de Borgoña y que suele ser considerado el primer rey portugués. Efectivamente, Afonso Henríquez aglutinó a los caballeros portugueses y a la Iglesia de Braga y se rebeló contra Fernando Pérez de Traba y su propia madre. Ambos acabaron siendo derrotados en la batalla de San Mamede en 1128 cuando pretendían hacerse con la soberanía del espacio galaico-portugués.
Determinada historiografía portuguesa hace de esta batalla el nacimiento de su nación.

## Liderazgo en Galicia
A partir de ese momento concentra su influencia en Galicia propiamente dicha firmando como Comes Fernandus de Gallecie. Aquí realiza una labor de apoyo a los monasterios cistercienses, pudiéndosele atribuir la fundación del monasterio de Sobrado dos Monxes. Disputó su liderazgo sobre Galicia con Diego Gelmírez, el influyente arzobispo de Santiago de Compostela con quién mantuvo un tenso entendimiento.

## Labor militar
Comanda las tropas gallegas al servicio de Alfonso VII en sus incursiones contra los almohades. Las crónicas destacan su valor en la conquista de Almería. Defiende el valle del Miño a duras penas contra las acometidas de Alfonso Henriques hasta la paz de Zamora de 1143. Se le conocen dos estancias en Tierra Santa al hilo de la segunda cruzada. Cedió terrenos a los templarios en la actual costa coruñesa. Fue el introductor de esta orden militar en el Reino de Galicia.

## Defunción y sepultura

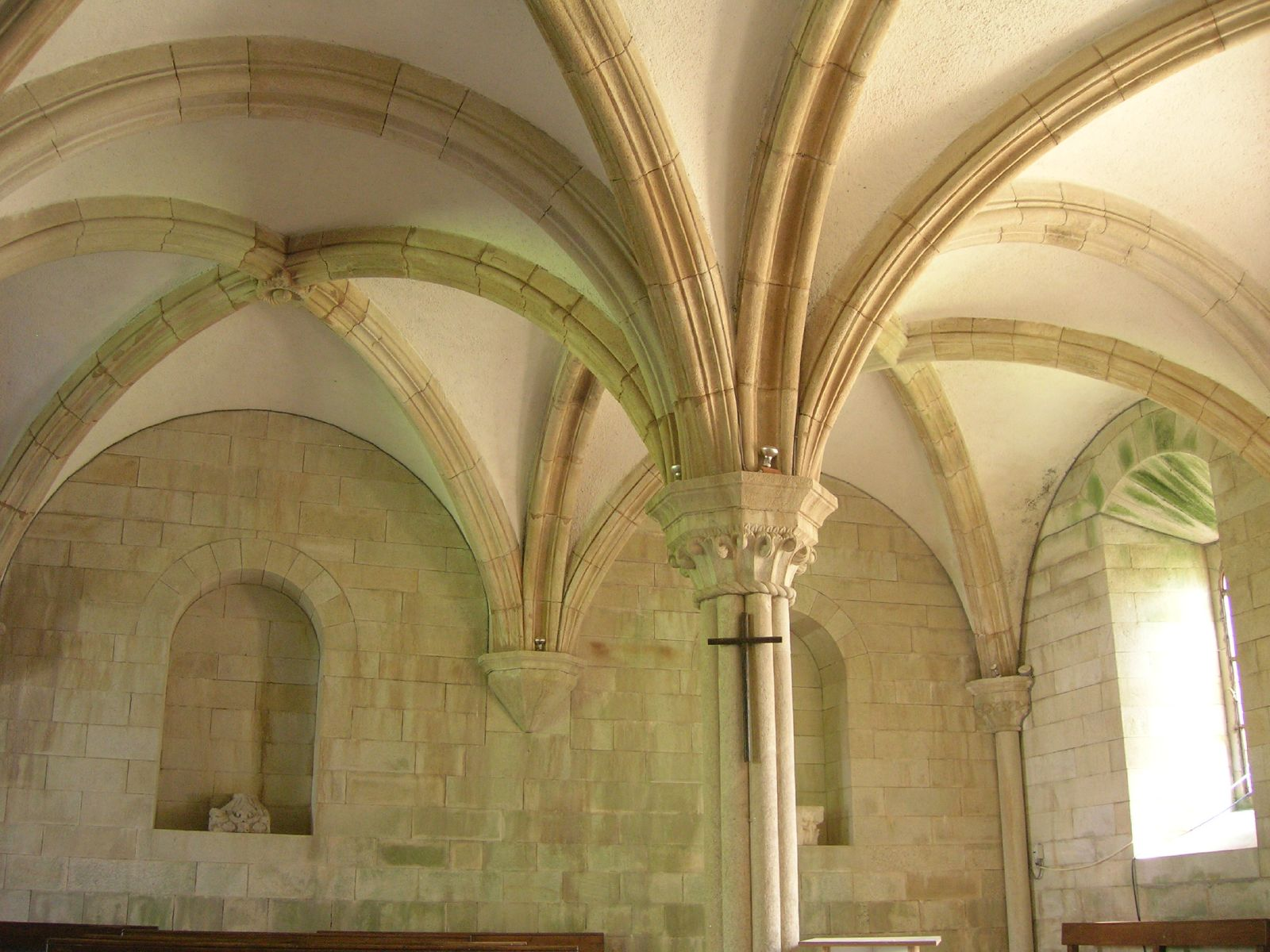
Monasterio de Santa María de Sobrado dos Monxes donde recibió sepultura el conde Fernando.

En 1154 figura en la documentación del Monasterio de San Juan de Caaveiro, ego comes domnus Fernandus, graui infirmitati y falleció el 1 de noviembre de 1155. El 24 de julio de 1161, su esposa Sancha suscribe un documento haciendo constar que ya era viuda. Recibió sepultura en el Monasterio de Santa María de Sobrado. 

## Matrimonio y descendencia
Casó con la condesa Sancha González, hija del conde Gonzalo Ansúrez y Urraca Bermúdez, con quien tuvo los siguientes hijos:
- María Fernández de Traba (m. 1168), mujer del conde Ponce Giraldo de Cabrera,[8].
- Gonzalo Fernández de Traba (m. 1160), conde, casado con la condesa Berenguela Rodríguez, hija del conde Rodrigo Vélaz y la condesa Urraca Álvarez.[8] Fue tenente en Montenegro y Sarria en 1178.[9]
- Urraca Fernández de Traba (m. 1199), casada con Juan Arias de quien tuvo descendencia. Ambos fueron los ayos del infante Alfonso, después Alfonso IX de León.[10][11]  Urraca ya era viuda en 1191 cuando visitó Oviedo e hizo donaciones al monasterio de San Pelayo. Testó en 1199.[12]

De su relación con Teresa de León, condesa de Portugal, nacieron dos hijas:
- Sancha Fernández de Traba, quien se casó tres veces aunque tuvo descendencia solamente de su primer esposo, el conde Álvaro Rodríguez de Sarria.[4][13]
- Teresa Fernández de Traba (m. 1180) casada en primeras nupcias con el conde Nuño Pérez de Lara y en segundas con el rey Fernando II de León.[14][15][16]